# Puerto Navarino
Puerto Navarino è un comune del Cile, situato nella regione di Magellano e dell'Antartide Cilena e nella provincia Antartica Cilena.
| Controllo di autorità | VIAF (EN) 784145858282523022763 |